# Hydrochorea acreana
Hydrochorea acreana é uma espécie vegetal da família Fabaceae.
Apenas pode ser encontrada no Brasil.